# Narsaq
Narsaq è una città del sud della Groenlandia (1800 ab.) appartenente al comune di Kujalleq; si trova a poca distanza da Narsarsuaq ed è raggiungibile in battello in 8 ore da Copenaghen (6 da Reykjavík). Si trova sulle rive del fiordo di Narsaq Sund, ha un porto pittoresco con attracchi per kayak ed un museo; sull'altra riva vi sono rovine di case eschimesi fatte di torba e poco distante si può visitare il fiordo di Erik, dove c'è un antico insediamento vichingo.
Narsaq fu anche a capo di un comune, il comune di Narsaq. Istituito il 18 novembre 1950, si pensava che questo comune avrebbe assorbito il limitrofo e quasi disabitato comune di Ivittuut: invece il 1º gennaio 2009, dopo la riforma che rivoluzionò la suddivisione interna della Groenlandia, il comune di Narsaq cessò di esistere e, fondendosi con altri due comuni (tra cui non c'era quello di Ivittuut), formò l'odierno comune di Kujalleq.